# Thaumasura fera
Thaumasura fera is een vliesvleugelig insect uit de familie Pteromalidae. De wetenschappelijke naam is voor het eerst geldig gepubliceerd in 1932 door Girault.